# Eles Vivem
They Live (br/pt: Eles Vivem) é um filme americano de ficção científica de ação, suspense e terror de 1988, escrito e dirigido por John Carpenter. O protagonista do filme é interpretado pelo antigo wrestler e ator canadense Roddy Piper junto com os atores americanos Keith David e Meg Foster. Ele segue um vagabundo sem nome (referido como "John Nada" nos créditos do filme) que descobre que a classe dominante é de um grupo de alienígenas escondendo sua aparência e manipulando as pessoas para gastar dinheiro, criar e aceitar o status quo com mensagens subliminares nos meios de comunicação. A ideia para They Live veio de um conto chamado "Eight O'Clock in the Morning" por Ray Nelson, publicado originalmente na The Magazine of Fantasy & Science Fiction em novembro de 1963, envolvendo uma invasão alienígena na tradição de Invasion of the Body Snatchers, que Nelson, junto com o artista Bill Wray, adaptou em uma história chamada "Nada", publicada na revista em quadrinhos da Alien Encounters em abril de 1986. John Carpenter descreve a história de Nelson como "... a um tipo de história D.O.A., em que um homem é colocado em transe por um hipnotizador de palco. Quando ele acorda, ele percebe que toda a raça humana foi hipnotizada e que criaturas alienígenas estão controlando a humanidade. Ele tem apenas até oito horas da manhã para resolver o problema". Carpenter adquiriu os direitos da história dos quadrinhos e do conto para o filme e escreveu o roteiro, usando a história de Nelson como base para a estrutura do filme. They Live foi filmado em oito semanas durante março e abril de 1988, principalmente em locações no centro de Los Angeles, com um orçamento de pouco mais de US$ 3 milhões.
Os elementos mais políticos do filme são derivados do crescente desgosto de Carpenter com a comercialização cada vez maior da cultura popular e da política dos anos 1980, particularmente a influência da Reaganomics, a política econômica promovida por Ronald Reagan, presidente dos EUA. Ele comentou: "Eu comecei a assistir TV novamente. Rapidamente percebi que tudo o que vemos é projetado para nos vender algo... É tudo sobre querer que nós compremos algo. A única coisa que eles querem fazer é pegar nosso dinheiro". Para este fim, Carpenter pensou nos óculos de sol como sendo a ferramenta para ver a verdade, que "é vista em preto e branco. É como se os alienígenas tivessem nos colorido. Isso significa, é claro, que Ted Turner é realmente um monstro do espaço sideral". (Turner havia recebido algumas críticas da imprensa nos anos 80 por colorir velhos filmes em preto e branco geralmente considerados clássicos, e por transmiti-los em suas redes de televisão) O diretor comentou sobre a ameaça alienígena em uma entrevista:  "Eles querem possuir todos os nossos negócios. Um executivo da Universal me perguntou: 'Onde está a ameaça nisso? Todos nós nos vendemos todos os dias'. Eu acabei usando essa linha no filme." Os alienígenas foram deliberadamente feitos para parecerem ghouls, de acordo com Carpenter, que disse: "As criaturas estão nos corrompendo, então elas, elas mesmas, são corrupções dos seres humanos". Como o roteiro era o produto de tantas fontes - um conto, uma história em quadrinhos e uma contribuição do elenco e da equipe - Carpenter decidiu usar o pseudônimo "Frank Armitage", uma alusão a um dos escritores favoritos do cineasta, H.P. Lovecraft (Henry Armitage é um personagem de The Dunwich Horror, de Lovecraft). Carpenter sempre sentiu um parentesco próximo com a visão de mundo de Lovecraft e, segundo o diretor, "Lovecraft escreveu sobre o mundo oculto, o 'mundo embaixo'. Suas histórias eram sobre deuses que são reprimidos, que já estiveram na Terra e agora estão voltando. O mundo por baixo tem muito a ver com o They Live".
O filme estreou em 4 de novembro de 1988 e estreou na primeira posição das bilheterias estadunidenses, faturando US$ 4.8 milhões durante o primeiro fim de semana. O filme passou duas semanas no top 10. O filme teve um total bruto interno de US$13,008,928. Carpenter atribuiu o fracasso comercial inicial do filme à hipótese de que aqueles "que vão ao cinema em grande número hoje em dia não querem ser iluminados". A data de lançamento original do filme, anunciada em material promocional em 21 de outubro de 1988, foi adiada por duas semanas para evitar a concorrência direta com Halloween 4: The Return of Michael Myers. Após seu lançamento, foi indicado para dois Saturn Awards e se tornou um filme cult. Teve um impacto duradouro na arte urbana, particularmente a arte de rua de Shepard Fairey; suas citações entraram na cultura popular, e sua briga de beco de quase seis minutos entre os protagonistas faz aparições em listas de todos os tempos para as melhores cenas de luta. A cena de luta influenciou The Wrestler de 2008, seu diretor, Darren Aronofsky, entendeu a cena como uma paródia. No outono de 2010, houve um desenvolvimento de um remake, com Carpenter como produtor. Em 2011, Matt Reeves assinou para dirigir e escrever o roteiro. Em 2017, a banda de rock Green Day prestou uma homenagem a They Live em seu videoclipe de "Back in the USA", do álbum God's Favorite Band. Em julho de 2018, o filme foi selecionado para ser exibido na seção Clássicos de Veneza no 75º Festival Internacional de Cinema de Veneza.
Em 2009, o documentário Da servidão moderna usou imagens de They Live para explicar a servidão humana abordada na obra. O documentário de 2012 The Pervert's Guide to Ideology apresentado pelo filósofo e psicanalista esloveno Slavoj Žižek começa com uma análise do filme They Live: Žižek usa o símbolo principal do filme, o uso de óculos de sol especiais que revelaria a verdade daquilo que é percebido, para explicar sua definição de ideologia. Žižek afirma: "They Live é definitivamente uma das obras-primas esquecidas da esquerda de Hollywood. … Os óculos de sol funcionam como uma crítica da ideologia. Eles permitem que você veja a mensagem real sob toda a propaganda, brilho, cartazes e assim por diante. … Quando você coloca os óculos de sol, vê a ditadura na democracia, a ordem invisível que sustenta sua aparente liberdade".[carece de fontes?] Carpenter rejeitou as alegações neonazistas de sites como The Daily Stormer de que o filme "é uma alegoria do controle judaico do mundo", notando que o filme "trata de yuppies e do capitalismo desenfreado".
No Brasil, a edição limitada e definitiva do filme em blu-ray foi lançada em 2021 pela Versátil Home Vídeo na loja virtual Versátil HV.

## Sinopse
John Nada (Roddy Piper) é um trabalhador braçal que sai do interior de Colorado e chega a Los Angeles e encontra trabalho num edifício em construção. Durante uma inusitada operação repressiva, a polícia destrói um quarteirão inteiro do bairro miserável em que vive. Na confusão Nada encontra óculos escuros aparentemente comuns, porém ao usá-los consegue enxergar horrendas criaturas alienígenas disfarçadas de seres humanos, bem como as mensagens subliminares que elas transmitem através da mídia em geral. Nada percebe que os invasores já estão controlando o planeta e, juntamente com seu companheiro de trabalho Frank (Keith David), decide se engajar no movimento de resistência, que é perseguido como subversivo pela polícia.

## Elenco
Para o papel crucial de Nada, o cineasta escalou o wrestler profissional Roddy Piper, que conheceu no WrestleMania III no início de 1987. Para Carpenter, foi uma escolha fácil: "Diferentemente da maioria dos atores de Hollywood, Roddy tem vida escrita nele". Carpenter ficou impressionado com o desempenho de Keith David em The Thing e precisava de alguém "que não seria um ajudante tradicional, mas poderia se manter". Para este fim, Carpenter escreveu o papel de Frank especificamente para Keith David. Um dos destaques do filme é uma luta de cinco minutos e meio entre David e Piper por um par de óculos especiais. Carpenter lembra que a luta levou três semanas para ensaiar: "Foi uma luta incrivelmente brutal e engraçada, nos moldes do slugfest entre John Wayne e Victor McLaglen em The Quiet Man".
- Roddy Piper como John Nada
- Keith David como Frank Armitage
- Meg Foster como Holly Thompson
- Raymond St. Jacques como pregador de rua
- George Buck Flower como Drifter
- Peter Jason como Gilbert
- Sy Richardson como revolucionário negro
- Susan Blanchard como mulher ingênua na reunião secreta
- Norman Alden como capataz da construção
- John Carpenter como voz que diz 'dormir' (voz) (sem créditos)

## Influências na cultura popular

### Jogos de vídeo
Eles Vivem também influenciou o videogame Duke Nukem 3D para 3D Realms lançado em 1996. No cenário do jogo, Los Angeles é invadida por alienígenas querendo dominar todo o mundo, alguns oficiais uniformizados da LAPD. O herói é alto, loiro, musculoso, sempre com óculos de sol. Algumas réplicas recorrentes do herói no jogo também são referências, como "Eu vim aqui para mascar chicletes e chutar traseiros... e estou sem chicletes”. Esta réplica também foi incluída no Fallout 2.
Pode-se também assumir uma forte inspiração dos designers do videogame The Simpsons: Bart vs. the Space Mutants (lançado em 1991 no NES) em que Bart Simpson usa óculos para identificar alienígenas que tomaram a aparência de seres humanos e se livraram de Springfield.
Também se relata uma pequena referência no jogo Saints Row IV. Um dos membros da equipe controlada por quem joga o game é o próprio Keith David. Ele deve ser salvo durante uma missão em que, momentaneamente enlouquecido, ele passa a acreditar que todos a sua volta são extraterrestres. O usuário é ajudado em sua missão de resgate por Roddy Piper usando kilt.
Há referência ao filme no jogo Fortnite a partir da versão 17.30, aonde há outdoors anunciando comida de gato em que quando o seu personagem chega a cerca de 7 metros dele aparece o texto "obedeça", como as mensagens subliminares do filme

### Música
O videoclipe de 2005 Into Your Eyes do álbum Nympho de Armand Van Helden parodia o filme, substituindo os alienígenas por mulheres dançantes. Em um momento, no entanto, o protagonista descobre no final que ele também é uma dançarina alienígena.

## Prêmios e indicações
| Prêmio                                                           | Categoria                         | Pessoa          | Resultado |
| ---------------------------------------------------------------- | --------------------------------- | --------------- | --------- |
| Saturn Award 1988 (16.ª edição)                                  | Melhor Filme de Ficção Científica | Larry J. Franco | Indicado  |
| Saturn Award 1988 (16.ª edição)                                  | Melhor Música                     | John Carpenter  | Indicado  |
| Saturn Award 1988 (16.ª edição)                                  | Melhor Música                     | Alan Howarth    | Indicado  |
| Fantasporto Festival Internacional de Cinema Fantástico do Porto | Melhor Filme                      | John Carpenter  | Indicado  |